# Dream Execution
Dream Execution is een Zuid-Koreaans bedrijf dat in 1999 een eigen Engine op de markt bracht. Dit bedrijf is zeer bekend geworden door de MMO first-person shooter War Rock.

## Jindo Engine & War Rock
Dream Execution was in 1999 begonnen met een eigen Engine op de markt te brengen. Maar deze engine was zo onbekend dat niemand er bijna van afwist. Er waren vele kanten aan Jindo want het goede aan Jindo was dat de games die hiermee waren gemaakt ook op oudere computers konden werken. Maar de game-engine sloeg niet aan bij de game-industrie. Dus begon Dream Execution in ergens tussen 1999 en 2004 aan het maken van War Rock. Het spel werd in 2004 openbaar gemaakt voor Zuid-Korea de rest van de wereld volgde in 2006.